# 十一箭足球會
十一箭足球會(Eleven Arrows)是一支位於納米比亞華維斯灣的職業足球會，目前於納米比亞超級足球聯賽角逐。

## 成就
- 納米比亞超級足球聯賽: 1

1991
- 納米比亞盃: 1

2011

## 在CAF比賽表現
- 非洲聯賽冠軍盃: 1次

1992: 預賽

## 外部連結
- 官方网站